# Karl-Liebknecht-Haus

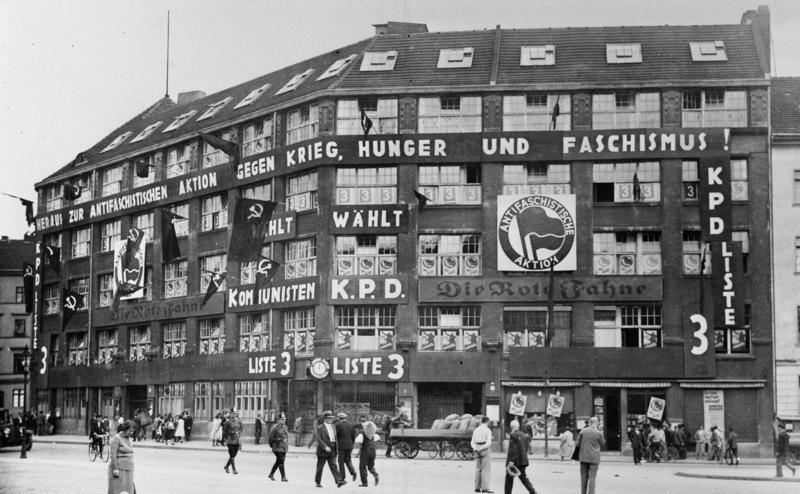
La Karl-Liebknecht-Haus durante las elecciones al Reichstag de 1932.

La Karl-Liebknecht-Haus es un edificio histórico de la capital alemana, situado en el distrito de Berlín-Mitte. En la actualidad es la sede del partido Die Linke. Se encuentra situado en la Kleinen Alexanderstraße, entre la Alexanderplatz y la Rosa-Luxemburg-Platz.

## Historia
El edificio fue construido en 1910, dedicado para albergar oficinas. Fue en noviembre de 1926 cuando el Partido Comunista de Alemania (KPD) lo adquirió, renombrándolo en honor al antiguo líder comunista Karl Liebknecht. Además de la sede central del partido, en el edificio también se instalaron el Comité central del KPD, la redacción del periódico comunista Die Rote Fahne, el comité central de la Liga de los Jóvenes Comunistas de Alemania (KJVD) y una imprenta.

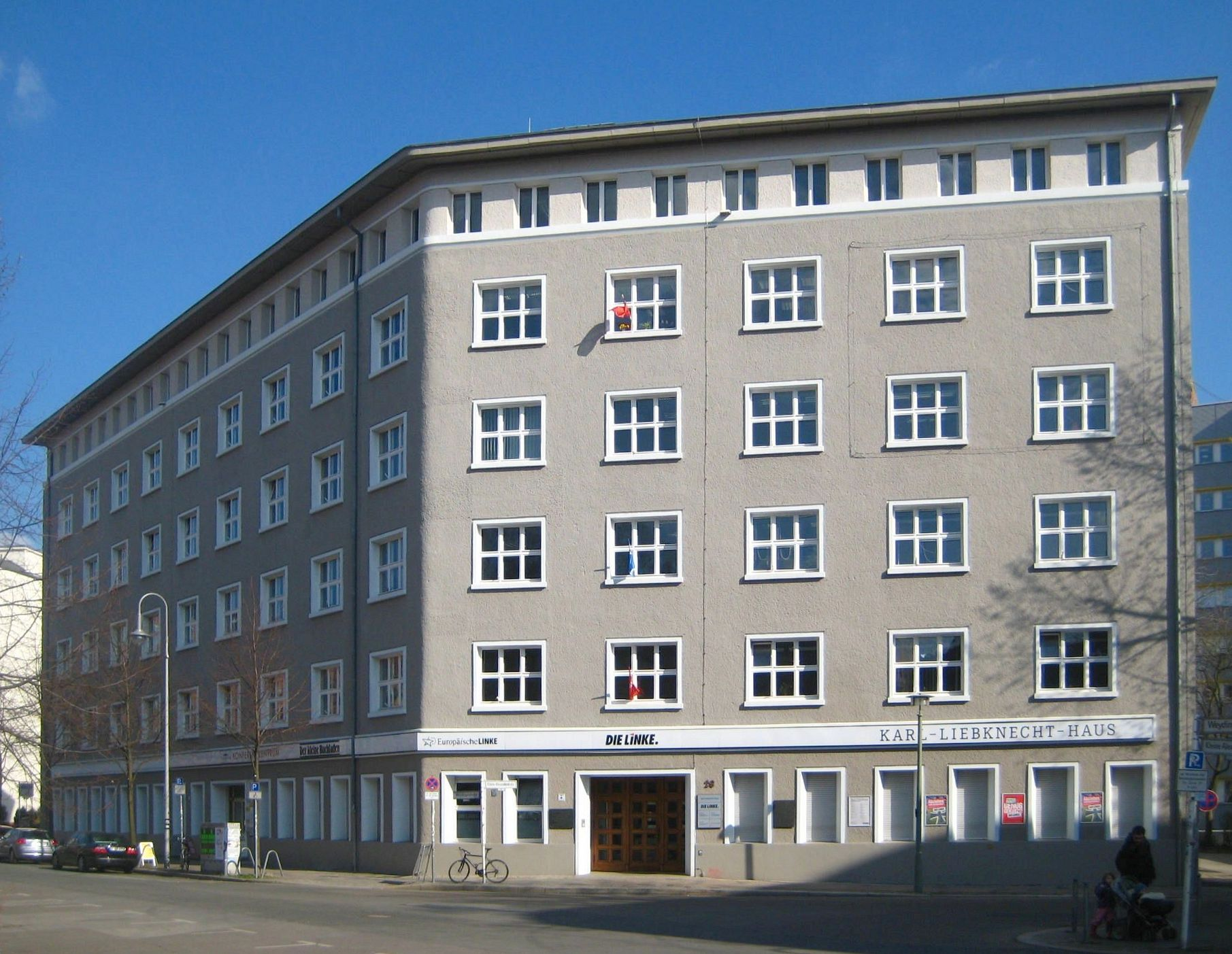
La Karl-Liebknecht-Haus, en 2010.

Tras la toma del poder por los nazis, el 8 de marzo de 1933 las SA tomaron el edificio y lo renombraron como Horst-Wessel-Haus, convirtiéndole en la jefatura de las SA en el Gau de Berlín-Brandeburgo. El edificio resultó parcialmente dañado durante los combates en Berlín, hacia el final de la Segunda Guerra Mundial.
Después de ser confiscado por las autoridades soviéticas, el edificio fue reparado en 1948 y se entregó al recientemente fundado Partido Socialista Unificado de Alemania (SED), sucesor del KPD, que lo utilizó para diversos usos. A partir de 1950 acogió la sede del Instituto para el estudio del Marxismo-Leninismo de la República Democrática Alemana. En 1977 el edificio se convirtió en un monumento protegido. En 1990, tras la reunificación alemana y la refundación del SED como Partido del Socialismo Democrático (PDS), se convirtió en la sede del nuevo partido. Esta transferencia fue impugnada por la Treuhandanstalt y en 1995, después de que el edificio fuera requisado por la policía, fue finalmente confirmado como propiedad del PDS. En 2007 el PDS se refundó y pasó a ser la sede del partido Die Linke.